# Carmageddon: Crashers
Carmageddon: Crashers es un videojuego de carreras de aceleración desarrollado y publicado por Stainless Games para iOS y Android. Es un juego derivado móvil de la serie Carmageddon. Un juego de carreras de destrucción gratuito que requiere una conexión en línea para jugar.
Crashers se lanzó el 19 de junio de 2017 para iPhone y iPad, y el 7 de agosto de 2017 para dispositivos Android. Es un título gratuito con microtransacciones.

## Jugabilidad
Crashers es una carrera de aceleración con una diferencia. Los autos comienzan desde extremos opuestos de la pista de aceleración y corren uno hacia el otro.
La misión es llegar a la cima de la liga Crashers, derrotando a todos los que se encuentren en el camino, incluidos un grupo de minijefes y jefes de zona.
Los peatones se alinean en la línea de carrera y, ocasionalmente, juegan a la gallina con los conductores en la pista de carreras.
Hay una variedad de autos clásicos de Carmageddon para coleccionar, junto con mejoras visuales para tus autos y pickups para aumentar tu fuerza de impacto o esquivar a los peatones.